# 東北刺蝟
東北刺蝟（學名：Erinaceus amurensis），又稱黑龍江刺蝟、遠東刺蝟，是蝟屬的四種物種之一，外形與同屬的西歐刺蝟相似但顏色稍淺，分布於俄羅斯阿穆爾州與濱海邊疆區、中國東北、華北與華中（北緯29°以北地區）以及朝鮮半島等地。本種較為常見，被IUCN列為無危物種。

## 生態
東北刺蝟與其他刺蝟一樣為夜行性動物，在夜晚以小型節肢動物（昆蟲幼蟲、蚯蚓與蜈蚣）、蝸牛、小鼠、蛙等動物為食，有時也取食植物的果實；平時單獨生活，只有在交配季節才會與伴侶共同出現，於夏季時產下兩次幼仔，每次可產4–6隻，冬季時則會冬眠。

## 保护
本种于2023年被收录入《有重要生态、科学、社会价值的陆生野生动物名录》。